# Rione Riesci
Rione Riesci (Li Tufi in dialetto salentino) è un piccolo centro della provincia di Lecce, unica frazione di Arnesano.

## Toponomastica
Secondo lo studioso vegliese Antonio Catamo il nome del paese deriverebbe dal termine dialettale "riecu", che significherebbe "ultimo".
Si presume infatti che gli abitanti di questo paese fossero pastori latini che si stanziarono poco fuori dall'abitato di Arnesano. Forse gli abitanti di Arnesano attribuirono il nome di "rieci" agli ultimi arrivati, da cui Riesci.
Per quanto riguarda invece l'origine della denominazione "Tufi", con cui si indica il rione nell'idioma locale, è da ricercarsi nelle numerose cave di pietra calcarenitica (abitualmente chiamata tufo, ancor oggi principale materiale da costruzione per l'edilizia), che si estendono a Nord della contrada.

## Storia
Importanti ritrovamenti archeologici testimoniano che il luogo dove sorge l'attuale paese era abitato fin dal neolitico.
In particolare negli anni 60, è stata riportata alla luce una tomba risalente al 2400 a.C. circa con corredo funerario composto da tre vasi ed un piccolo idolo di pietra.
Le prime notizie documentate risalgono, invece, al medioevo.

## Monumenti e luoghi d'interesse
- Santuario della Madonna di Montevergine (XVII sec.)
- Cappella pozzo del Crocifisso (XV sec.)
- Aira circolare in pietra (XVIII sec.)
- Cappella di Sant'Antonio da Padova (XVIII sec.)
- Villa Grassi (XIX sec.)

L'idolo di pietra risalente al neolitico e rinvenuto durante gli scavi effettuati presso un'abitazione negli anni 60 è conservato nel Museo Archeologico di Taranto.

## Eventi
Festa di San Giovanni Battista
Si racconta che nei primi anni del 900 un abitante del rione mentre costruiva la sua casa, fu miracolosamente salvato dopo un improvviso crollo della struttura, che avvenne il 24 giugno, festa della natività di San Giovanni Battista.
Da allora si festeggia sempre nella settimana del 31 agosto, festività della decapitazione del Santo.